# Turn Off the Light
Turn Off the Light is de tweede single van Nelly Furtado, van haar debuutalbum Whoa, Nelly!. Ook deze single werd een grote hit, met een zevende plaats in de Top 40 in Nederland, en de vijfde plaats in de Amerikaanse "U.S. Billboard Top 100".